# Spektralna razvrstitev zvezd
Spektrálna razvrstítev zvézd je v astronomiji razvrstitev zvezd po njihovem spektru (po črtah elementov, ki jih absorbirajo, njihovi fotosferski temperaturi (oziroma efektivni temperaturi) in še po drugih lastnostih). Posledično je razdeljena še v nadaljnje podrazrede. Temperature zvezd so razvrščene s pomočjo Wienovega zakona o premiku. Ta postopek je težko obravnavati za zelo oddaljene zvezde. Spektroskopija zvezd ponuja možnost razvrstitve na podlagi absorpcijskih črt; posebnih absorpcijskih črt, ki jih lahko opazujemo le v določenem temperaturnem razponu, zaradi tega, ker so vključeni le nivoji atomske energije. Zgodnji osnutki (iz 19. stoletja) razporeditve zvezd od razreda A do Q so izvor vseh današnjih razredov, ki se uporabljajo v utečeni praksi. Obstaja sedem glavnih spektralnih razredov zvezd. Če jih razporedimo po naraščajoči efektivni temperaturi površin: O, B, A, F, G, K in M. Zvezde razreda O in B so zelo redke, a zelo svetle; zvezde razreda M so pogoste, a medle.

## Zgodnja spektroskopija
Fraunhofer je leta 1813 v Sončevem spektru odkril temne absorpcijske črte, leta 1817 pa je s črkami označil glavne. Bunsen in Kirchhoff sta leta 1859 s spektrografom na prizmo odkrila, da so te črte enake emisijskim črtam, ki jih v spektrih zvezd podajajo povsem določeni kemični elementi. Bunsen je pravilno pojasnil Fraunhoferjeve absorpcijske črte. Zato je bilo upravičeno pričakovati, da morajo biti ti elementi navzoči v notranjosti Sonca. 
Ko je bilo jasno da absorpcijske črte lahko pokažejo sestavo izvora, je sir Huggins v svojem zasebnem observatoriju začel primerjati laboratorijske spektre svetil s spektri zvezd. Leta 1862 je uporabljal 200 mm refraktor s spektroskopom in raziskal spektre približno 40. zvezd in v njih našel znane spektralne vzorce mnogih znanih kemičnih snovi. Leta 1866 je spektroskopsko opazoval novo T Severne krone, ki je tedaj prvič izbruhnila, in našel emisijske črte vodika.
Leta 1868 je sir Lockyer opazoval močne rumene črte v Sončevem spektru, ki jih v poskusih nikoli niso zaznali. Zaključil je, da morajo pripadati neznanemu elementu, ki ga je po starogrškem imenu helios za Sonce imenoval helij. Helij so na Zemlji neposredno zaznali šele 25 let kasneje. Spektralna analiza je bila utemeljena. Poleg analize elementov najdenih na Zemlji so se lahko analizirale tudi snovi v zvezdnih spektrih.

## Secchijevi razredi
Secchi je v 1860-tih in 1870 uvedel Secchijeve razrede, da bi razvrstil opazovane spektre. Najprej jih je razvrstil po črkah A, B, C in tako naprej, kot je napredovalo znanje o zvezdni zgradbi. Do leta 1868 je razvil štiri razrede zvezd:
- razred I: bele in modre zvezde s širokimi vodikovimi črtami (sodobni razred A)
- razred II: rumene zvezde, vodikove črte so šibkejše, izrazite pa so kovinske (sodobna razreda G in K)
- razred III: oranžne do rdeče zvezde z zapletenimi spektri (sodobni razred M)
- razred IV: rdeče zvezde z izrazitimi ogljikovimi progami in črtami (ogljikove zvezde)

Obstajajo različne spektralne razvrstitve zvezd, razporejene od razreda O, ki so zelo velike in svetle, do razreda M, ki je pogosto velik le toliko, da steče fuzija vodika v helij. Preprosta mnemotehnika v angleščini za lažje pomnjenje je: »Oh Be A Fine Girl, Kiss Me.« (kar v prevodu pomeni: »Bodi pridno dekle, poljubi me.«) Obstaja še veliko drugih mnemotehnik za razvrstitev zvezd. Vsaka črka ima 9 podrazredov. Naše Sonce je zvezda razreda G2, kar je zelo blizu povprečju znanih zvezd, ki jih lahko opazujemo. Večino zvezd zajema glavni niz, opis, ki temelji na absolutnem izsevu zvezd in na njihovem spektralnemu razredu. Sonce je prototipna zvezda (ne zaradi tega, ker bi bila kakorkoli posebna, ampak zaradi dejstva, da nam je najbližja in je najbolje raziskana od zvezd, ki jih poznamo). Večina značajskih potez drugih zvezd je podana v enotah, ki temeljijo na lastnostnih Sonca.
Npr. Sončeva masa je:
{\displaystyle m_{\odot }=1{,}989\,1\cdot 10^{30}{\hbox{ kg}}}
Mase drugih zvezd so zajete v izrazu Sončeve mase.

## Harvardska spektralna razvrstitev
To je spektralna razvrstitev zvezd, ki je najpogosteje v uporabi. Razredi so razporejeni od najbolj vročega do najhladnejšega, in so:
| razred | temperatura       | dogovorjena barva   | navidezna barva        | masa [m☉] | polmer [r☉] | izsev [L☉] | vodikove črte | delež v glavnem nizu [%] | zgledi                                |
| ------ | ----------------- | ------------------- | ---------------------- | --------- | ----------- | ---------- | ------------- | ------------------------ | ------------------------------------- |
| O      | 30.000 - 60.000 K | modra               | modra                  | 64        | 16          | 1.400.000  | šibke         | ~0,00003                 | Mintaka                               |
| B      | 10.000 - 30.000 K | modra do modro-bela | modro-bela             | 18        | 7           | 20.000     | srednje       | 0,13                     | Rigel, Spika                          |
| A      | 7500 - 10.000 K   | bela                | bela z modrim odtenkom | 3,1       | 2,1         | 40         | močne         | 0,6                      | Sirij, Vega                           |
| F      | 6000 - 7500 K     | rumeno-bela         | bela                   | 1,7       | 1,4         | 6          | srednje       | 3                        | Kanop, Prokijon                       |
| G      | 5000 - 6000 K     | rumena              | rumeno-bela            | 1,1       | 1,1         | 1,2        | šibke         | 7,6                      | Kapela, Sonce                         |
| K      | 3500 - 5000 K     | rumeno-oranžna      | rumeno-oranžna         | 0,8       | 0,9         | 0,4        | zelo šibke    | 12,1                     | Aldebaran, Arktur                     |
| M      | 2000 - 3500 K     | rdeče-oranžna       | rdeče-oranžna          | 0,4       | 0,5         | 0,04       | zelo šibke    | 76,45                    | Antares, Betelgeza, Proksima Kentavra |

Hertzsprung-Russllov diagram kaže zvezo med absolutnim izsevom in površinsko temperaturo (iz njega lahko razberemo tudi velikost zvezde in njeno maso). Temu bi morali dodati, da so barve teh zvezd  v astronomiji tradicionalne, dejansko opisujejo svetlobo, ki jo absorbira atmosfera. Sonce dejansko ni rumena zvezda, a ima temperaturo črnega telesa pri 5860°K; to je bela brez sledov rumene, za kar se včasih uporablja izraz standardna bela.
Razlog za to razvrstitev črk je zgodovinski. Ko so ljudje začeli razporejati in primerjati spektre zvezd, so zapisali, da imajo zvezde po moči zelo različne vodikove spektralne črte, in so tako razporedili zvezde po moči vodikovih črt Balmerjeve serije od A (črte so najmočnejše) do Q (najšibkejše). Druge črte nevtralnih in ioniziranih vrst pridejo pri tem v poštev (kalcijeve črte H in K, natrijeve črte D itd.). Pozneje so ugotovili, da se nekateri razredi dejansko podvajajo in so jih kasneje opustili. Veliko kasneje so odkrili, da je moč vodikove črte povezana s površinsko temperaturo zvezde. Osnovno delo so opravila »dekleta« Observatorija Kolidža Harvard (Harvard Colllege Observatory, HCO), sprva Annie Jump Cannon (1863–1941) v 1900-ih in Antonia Maury, na osnovi dela Williamine Fleming. Te razrede so kasneje razdelili še v devet podrazredov z arabskimi številkami (0-9). A0 označuje najbolj vroče zvezde razreda A in A9 označuje najhladnejše. Za Sonce so ugotovili, da pripada razredu G2.

## Yerkesova spektralna razvrstitev

### HiperorjakinjeI-a0
To so ene izmed najbolj masivnih zvezd v vesolju, ki nam je znano. Predstavljajo zgornjo mejo, ki jo zvezd še lahko imajo. Te zvezde so izredno blizu stanju, ki se mu v teoriji reče "Eddingtonov izsev". To je takrat, ko je sevalni pritisk zvzede skoraj enak gravitacijski sili zvezde, torej njeni masi, ki jo drži skupaj. Z drugimi besedami, te zvezde so tik pred tem, da jih dobesedno raznese. V to domeno spadajo tudi zvezde, ki so jim astrofiziki izmerili največjo maso, ki znaša med 120 in med 158 masami Sonc. Zaradi njihove izredne težnosti so njihove sredice izredno zgoščene in vroče, zaradi česar je delež njihovih reakcijizredno velik. Zato je napačno misliti, da živijo dolgo. V resnici je prav nasprotno; živijo izredno kratek čas in končajo svoje "življenje" v samo nekaj milijonih let. Bolj ko gremo proti modremu delu Hertzsprung-Russellovega diagrama, bolj masivne so, imajo večjo temperaturo površja, zato so tudi veliko manjše, čeprav še vedno velikanske. Ko se pomikamo proti desni strani HRD-ja pa se njihova masa in temperatura močno zmanjšuje, kar kaže na izredno močne zvezdne vetrove, ki odnašajo maso napihnjene ovojnice, ki ni več zadostno težnostno vezana na zvezdo.
Zanimivo je tudi, da večina masivnih zvezd teži k temu, da imajo zvezdnega spremljevalca in gre torej za dvozvezdje oz. za binarni zvezdni sistem. V takšnih primerih se da z veliko mero gotovosti izračunati veliko lastnosti, ki jih te zvezde imajo.
Svoje življenje te zvezde končajo v eksploziji supernove in za njimi ostane skrivnostna črna luknja, kjer so vsi fizikalni zakoni postavljeni na glavo. Če ima maso nad 120 Sonc, pa pride do eksplozije hipernove; za nekdanjo zvezdno ne ostane ničesar, saj jih dosebedno raznese. Tega procesa znanstveniki še ne razumejo v celoti, velina pa se jih stinja, da se v njih ustvarjajo pari elektronov in pozitronov, delcev in antidelcev, ki se potem medsebojno izničijo oz. anihilirajo.

### PodorjakinjeIV
Podorjakinje so zvezde, ki so na stopnji lastnega razvoja, ko že zapuščajo najdlje trajajoče in najbolj stabilno zatišno obdobje, stopnje zvezd »glavnega niza«, in že doživljajo korenite spremembe. V njihovih sredicah začne primanjkovati vodika, zaradi česar se ta neaktivna začne krčiti vse dokler ne stečejo reakcije zlivanja v tanki ovojnici okoli sredice. To področje je nestabilno in kratkotrajno, v teoriji pa se povezuje z izrazom Hertzsprungova vrzel, saj je v njej izredno malo zvezd. Zvezda ima tedaj približno trikrat večji polmer, zaradi česar temperatura malce upade.
Po navadi je tedaj porabljeno 10 odstotkov mase celotnega vodika, ali pa je masa zvezdne sredice večja od 0,49 mase Sonca, kar pomeni, da ima sredica zadostno težnost, da stečejo reakcije zlivanja vodika v helij. Ko se to zgodi zvezda vstopi na področje običajnih rdečih orjakinj, ki so svetlostnega razreda III. Če si ogledamo položaj zvezde na HRD-ju, se ta pomakne navzgor in v desni smeri od položaja, kjer je bila kot »pritlikavka«.